# Synowie Wielkiej Niedźwiedzicy (film)
Synowie Wielkiej Niedźwiedzicy (niem. Die Söhne der großen Bärin) – wschodnioniemiecki western z 1966 roku w reżyserii Josefa Macha na podstawie powieści Liselotte Welskopf-Henrich o tym samym tytule. Tym filmem rozpoczęła się kariera serbskiego aktora Gojko Mitića jako „enerdowskiego Indianina”.
Polska premiera odbyła się w marcu 1967 roku wraz z polskim reportażem Horyzont (1966) Janusza Kidawy.

## Fabuła
W 1874 roku w Black Hills Mattotaupa, Indianin ze szczepu Dakota i wódz klanu Wielkich Niedźwiedzi zostaje zamordowany przez białego przestępcę Red Foxa, ponieważ nie chce ujawnić miejsca złóż złota. To morderstwo widzi jego syn Tokei-ihto. Jako nowy wódz klanu, Tokei-ihto wpędza białych w ciągły niepokój poprzez najazdy i wysadzenie fortu w miejscu, w którym zginął jego ojciec. Dwa lata po morderstwie Mattotaupy, poszukiwacze złota odkrywają jego bogate złoża na terenach zamieszkałych przez Dakotów i gwarantowanym im przez kontrakty rządowe. Jednak rząd amerykański planuje wypędzić prawowitych właścicieli tych ziem i zmusić ich do zamieszkania w odległym rezerwacie. Negocjacje dotyczące dalszych losów Dakotów toczą się w odbudowanym Fort Smith.
Tokei-ihto, który zdecydowanie wolałby kontynuować walkę z białymi u boku Tȟašúŋke Witkó, decyzją Rady Starszych zostaje wysłany jako negocjator do fortu. Podejrzewa, że wojsko planuje zasadzkę i obawa ta potwierdza się, gdy spotyka tam Red Foxa. Tokei-ihto odmawia przeprowadzki do rezerwatu na nieurodzajnym terenie wraz ze swoim plemieniem i zostaje aresztowany za zdradę stanu i uwięziony na wiele miesięcy w piwnicy. Indianie bronią się, ale kobiety i dzieci pojmane – dzielni wojownicy muszą zaprzestać oporu i opuścić swoje ziemie. Dzięki pomocy Cate, córki dowódcy fortu – majora Smitha, i jej przyjaciela Tobiasa wojsko uwalnia Tokei-ihto, uznawszy że nie stanowi już zagrożenia.
Wolny Tokei-ihto odnajduje on swoich ludzi wynędzniałych i zrezygnowanych. Po uwolnieniu towarzyszy Tokei-ihto postanawia opuścić rezerwat wraz z plemieniem i przenieść się do Kanady. Ale droga tam jest bardzo trudna. Nie tylko trzeba przekroczyć rzekę Missouri, ale także przeciwstawić się wrogim Indianom z plemienia Delewarów. Ostatecznie Dakotowie zawierają sojusz i pokój z Delawarami. Jednak największe niebezpieczeństwo wiąże się z Red Foxem, który ściga Tokei-ihto.
Po żmudnej wędrówce plemię bezpiecznie przekracza Missouri, lecz przy granicy z Kanadą na drodze stają im Red Fox i jego ludzie. Dakotowie i Delawarowie stają do bitwy z białymi osadnikami. Tokei-ihto zostaje wyzwany przed Red Foxa na samotny pojedynek. W trakcie konnej walki Tokei-ihto zabija Red Foxa, a następnie kilku jego ludzi, po czym umyka reszcie, gdzie on i jego plemię patrzy na przyszłość z nadzieją.

## Obsada
- Gojko Mitić – Tokei-ihto
- Karl Sturm – Tokei-ihto (głos)
- Jiří Vršťala – Jim Fred „Red Fox” Clark
- Fred Düren – Jim Fred „Red Fox” Clark (głos)
- Rolf Römer – Tobias
- Hans Hardt-Hardtloff – major Samuel Smith
- Gerhard Rachold – porucznik Roach
- Karin Beewen – Cate Smith
- Brigitte Krause – Jenny
- Horst Jonischkan – Adams
- Jozef Majerčík – Chetansapa
- Ezard Haußmann – Chetansapa (głos)
- Slobodanka Marković – jako Sitopanaki
- Gertrud Adam – Sitopanaki (głos)
- Zofia Słaboszowska – Mongshongsha
- Ursula Mundt – Mongshongsha (głos)
- Horst Kube – Thomas
- Walter E. Fuß – Theo
- Helmut Schreiber – Ben
- Hannjo Hasse – Pitt
- Kati Székely – Winúŋna
- Jozef Adamovič – Tschapa
- Klaus Bergatt – Tschapa (głos)
- Martin Ťapák – Shonka
- Horst Manz – Shonka (głos)
- Hans Finohr – Hawandschita
- Günter Schubert – Feldger
- Henry Hübchen – Hapedah
- Adolf Peter Hoffmann – Mattotaupa
- Sepp Klose – Tȟašúŋke Witkó
- Franz Bonnet – ojciec Tȟašúŋke Witkó
- Blanche Kommerell – Eenah
- Milan Jablonský – Górski Piorun
- Lothar Schellhorn – Górski Piorun (głos)
- Rolf Ripperger – Joe
- Ruth Kommerell – Taszina
- Jozo Lepetić – Bill
- Horst Schön – Bill (głos)
- Herbert Dirmoser – Stary Kruk
- Willi Schrade – Tatokano
- Dietmar Richter-Reinick – porucznik Warner

Źródło:

## Wersja polska
Reżyseria: Jerzy Twardowski

Wystąpili:
- Andrzej Gawroński – Tokei-ihto
- Janusz Bylczyński – Jim Fred „Red Fox” Clark
- Zygmunt Maciejewski – major Samuel Smith
- Roman Wilhelmi – porucznik Roach
- Sylwia Zakrzewska – Jenny
- Tadeusz Jastrzębowski – Pitt

Źródło:

## Produkcja
W NRD istniała silna regulacja życia publicznego, która miała też decydujący wpływ na życie artystyczne i kulturalne. Twórczość niemieckiego powieściopisarza Karla Maya nie była co prawda zakazana i doceniano jego wkład w niemiecką kulturę, ale władze NRD traktowały go z wielką niechęcią, a polityka kulturalna państwa nie chciała ani nowych wydań, ani adaptacji filmowych.
Jako alternatywę wobec Maya i jego utworów związanych z rdzennymi Amerykanami promowano książki Lieselotte Welskopf-Henrich. Jej bestsellerowa powieść Synowie Wielkiej Niedźwiedzicy (Die Söhne der großen Bärin) (1951) wydawała się odpowiednia dla młodej fundacji państwowej, aby „zrzucić Karla Maya z siodła”. Recenzent w „BZ am Abend” napisał w grudniu 1951 roku: „Tokei-ihto to imię wodza tej grupy Dakota. Będziemy musieli zapamiętać jego imię, bo wkrótce będzie go słychać w rozmowach naszych chłopców tak często, jak w naszych czasach Winnetou”.
W latach 60. XX wieku RFN tworzył ekranizacje filmowe cyklu Winnetou Karla Maya. Filmy te były niesamowicie popularne w RFN, a odniosły także sukces w sprzedaży międzynarodowej i były pokazywane w różnych krajach bloku wschodniego, m.in. w Czechosłowacji, gdzie wielu obywateli NRD, zwłaszcza młodych ludzi, skorzystało z okazji, aby ujrzeć erefenowskie produkcje filmowe. W 1965 roku po raz kolejny w enerdowskich mediach odbyła się debata na temat Karla Maya i „brudu imperialistycznej literatury masowej”. W odpowiedzi władze NRD zdecydowały się na nakręcenie filmu o podobnej tematyce.
Nie chciano kopiować amerykańskiego modelu, w których na bohaterów stylizowano „chciwych” poszukiwaczy złota lub „nazbyt wciskających spust” kowbojów. Amerykańskie westerny były postrzegane przez enerdowskich krytyków filmowych jako „kolorowe jak ekran trujące kwiaty, które za miliony dolarów wyhodowano na kulturowym bagnie późnej burżuazji”. Lieselotte Welskopf-Henrich, którą w NRD uważano za niekwestionowaną ekspertkę od wszystkiego, co było związane z rdzennymi Amerykanami oceniała w wywiadzie dla „Wochenpost”: „Zachodnioniemieckim filmom Karla Maya faktycznie brakuje tematów i doboru konfliktów dobrych filmów amerykańskich, w których odkryto już Indianina i jego prawo do oporu. Spróbujmy stworzyć nowy rodzaj filmu indiańskiego”. Aby uniknąć tych „złych nawyków”, zachowano fakty historyczne i badania etnograficzne, tak aby szczególną wagę przywiązano do życia codziennego i plemiennych obrzędów rdzennych Amerykanów.
Motyw jak największej rywalizacji z eferenowskim przemysłem filmowym i targetowanie młodzieżową publikę zainspirował państwową wytwórnię filmową DEFA pod reżyserią Horsta Mahlicha do podjęcia nietypowych jak na enerdowskie filmy NRD – włożono teraz w produkcję filmu czysto rozrywkowego niezwykły wysiłek opiewający na miliony dolarów. Jako kinową wizytówkę NRD dopuszczono nie tylko kosztowną folię kolorową ORWO Color z państwowej fabryki taśmy w Wolfen, ale także format szerokoekranowy o nazwie Totalvision, dlatego też operatorom kin zalecono: „Wymagana taśma anamorficzna”. DEFA wybrała dokładnie te same lokalizacje, co erefenowskie filmy o Winnetou, czyli jugosłowiańską Czarnogórę, a także przejęła część zestawów i dekoracji pozostawionych przez erefenowskich filmowców.
Serbski aktor i kaskader Gojko Mitić, który wcześniej pracował jako aktor drugoplanowy przy trzech filmach Winnetou: Winnetou i Old Shatterhand (1964), Winnetou II: Ostatni renegaci (1964) i Winnetou wśród Sępów (1964), szybko został wybrany na głównego aktora. Ówczesny 26-latek ćwiczył obchodzenie się z końmi podczas kręcenia filmu i jako były kaskader sam wykonywał wszystkie sceny akcji, więc krytycy musieli poświadczyć „wiarygodny” występ. Mimo iż Mitić znał język niemiecki, ze względu na jego akcent został zdubbingowany przez Karla Sturma, jak i w późniejszych „indiańskich” filmach.
Czeski aktor Jiří Vršťala, który wciela się w rolę Red Foxa, również został zdubbingowany, przez Freda Dürena. Inne głosy dubbingujące to Ezard Haußmann (Tschetansapa), Klaus Bergatt (Tschopa), Lothar Schellhorn (Donner vom Berge), Horst Schön (Bill), Ursula Mundt (Mongshongshah), Gertrud Adam (Sitopanaki) i Horst Manz (Schonka).
Ruth Hohmann wykonała piosenki filmowe Missouri i Saloon Song na płycie wydanej do filmu, podczas gdy Brigitte Krause śpiewa Saloon Song w filmie.

## Odbiór
Synowie Wielkiej Niedźwiedzicy stali się hitem kasowym w NRD. Film obejrzało go prawie 5 milionów widzów, a dochód wyniósł około 4,8 mln marek, czyniąc miliona najbardziej dochodowym filmem DEFA w roku 1966. Łącznie w NRD dotarł do 9,4 mln widzów. W Czechosłowacji film miał 1,7 mln widzów, a  w ZSRR 29,1 mln widzów.
Dzięki Synom Wielkiej Niedźwiedzicy Gojko Mitić został „głównym Indianinem” DEFA i od premiery 18 lutego 1966 roku uważany był za idola młodzieży NRD. W kolejnych latach Mitić stał się ulubieńcem publiczności dzięki zmieniającym się rolom Indian i historycznych postaci.
Ponieważ film odniósł ogromny sukces sprzedażowy, wzorem konkurencji w RFN próbowano wykorzystać szansę i zrealizowano w NRD seryjnie filmy o tematyce rdzennych Amerykanów. Rytm produkcji był znacznie wolniejszy, ale też bardziej zrównoważony: Indiański film DEFA pojawiał się co roku z dużą regularnością przez dziesięć lat. Seria zakończyła się na Blutsbrüder (1975) i była sporadycznie kontynuowana aż do 1985 roku. Mitić zagrał główną rolę we wszystkich tych filmach i tym samym stał się tzw. „głównym Indianinem DEFA”.

### Recenzje
Stefan Kolditz przeanalizował: „Prawdziwym przesłaniem filmów indiańskich, które były bliższe filmom przygodowym niż westernom, było raczej przywrócenie ciału jego dawnych praw wbrew wszelkim ideologiom i -izmom. »Synowie Wielkiej Niedźwiedzicy« to nic innego jak włamanie się romantycznego protestu przeciwko racjonalności i nieświeżym zasadom rzeczywistości w filmowy pejzaż zideologizowany ze wszystkich stron, aż do estetyki. Dla zatęchłego purytanizmu NRD istnienie nieodpartej zasady przyjemności, która obiecywała widzowi satysfakcję poza codziennymi kłopotami, nigdy nie wydawała się całkowicie niepodejrzana”.
Portal Lexikon des internationalen Films określił film jako „nieco przydługi i niezręczny”, ale pochwalił „wielki wysiłek sceniczny” i jakość aktora pierwszoplanowego.